# レナス 古代機械の記憶
『レナス 古代機械の記憶』（レナス・こだいきかいのきおく）とは、アスミック（現:アスミック・エース）が1992年11月13日に発売したスーパーファミコン用ゲームソフトである。北米では本作は『Paladin's Quest』のタイトルで発売された。ジャンルはコンピュータRPGで、1996年に続編として『レナスII 封印の使徒』が発売された。

## ゲームシステム
本作にはMPの概念が無く、魔法の使用にはHPを消費する。街で売られている火や水といった精霊書を買うことで対応する精霊魔法を取得し、繰り返し使用する事で精霊習熟度が上昇し、魔法の威力やグラフィックがパワーアップする。取得に2つの精霊書が必要な魔法も存在する。なお、HPの回復は宿屋などの回復ポイントを利用する方法か、ボトルと呼ばれる魔法薬の入った瓶を使用する方法のみである。
パーティーは4人で構成される。チェズニとミディアは必ずメンバーの中にいるが、残りの2人は、酒場にいる傭兵を仲間として加える事ができる。傭兵は様々な種類がおり特殊な能力を持っている。戦闘でのレベルアップもあるが、彼らの装備を変える事はできなく、仲間に加わるには条件を満たす必要がある。その他、イベントなどで加わる仲間もいる。
なお、戦闘中のコマンドを、ゲームコントローラーの十字キーのみで入力することを可能にしたヘッドアップディスプレーシステムが特長である。

## 設定

### ストーリー
惑星ライガを公転する天体、レナス。陸と海の2つの半球がその表面を分け、陸半球はさらに、ナスクオトとサスクオトと呼ばれる2つの大陸に分けられている。ナスクオトにある魔法学校に通うチェズニとデューカスだったが、ある時、同級生にデューカスと肝試しをしてこいとからかわれた。肝試しの場所として指定されたのは、魔法学校の生徒達が中に入ることを禁じられている「ガブニードスの塔」だった。この塔で2人は封印されていた古代機械ダル・グレンを作動させてしまった。デューカスは先に逃げてしまい、1人で機械に立ち向かうチェズニだったが立ち向かう術も無く、機械からは強い光が放たれ、魔法学校や生徒など塔以外の全ての物が消滅していた。
ダル・グレンを止められるのは、それを作動させた者のみである。このままでは世界が破滅すると言われ、チェズニはダル・グレンを止める方法を探し出すために旅立った。

### 種族
登場キャラクターには、様々な種族が見られる。
ラフルヤ族
ナスクオトの人型種族。優れた精霊使いが多い。
スクルー族
ナスクオトの飛行種族。特定の町を持たず、空中移動テントで生活する遊族民。
セイノール族
ナスクオトの水棲種族。陸上で生活することもできる。
グード族
ナスクオトの野生種族。主に森林地帯や山岳部に好んで生息する。大柄で、全身が毛で覆われている。多くの民が、古代遺跡ラツークに居留している。狩りが得意で、弓などを好んで使用する。
ゴドム族
ナスクオトの地底種族。火山地帯や地底といった熱帯に近い所に好んで生息する。勇敢な戦士が多い。鉱物を発掘して加工品などを生産し、生計を立てている。
フィオルラ族
サスクオトの人型種族。厳格なヒエラルキー社会を構成している。
アローン族
サスクオトの飛行種族。非常に好戦的。
シムレーク族
サスクオトの水棲種族。戦士としても精霊使いとしても優秀。
ドール族
サスクオトの野生種族。自由を好み、フィオルラ族と対立している。
ラックゴーン族
サスクオトの地底種族。闘争的で、怪力が自慢。
ルボッツ
混血種族。忌み嫌われている。

## 登場人物

### メインキャラクター
チェズニ
種族:ラフルヤ→ライガ人
主人公。8歳の時から魔法学校に通っている男子生徒で、年齢は13歳。火の精霊を操る魔法に優れている。オープニングで禁断の古代機械ダル・グレンを起動させたため、魔法学校や街を崩壊させてしまった。ダル・グレンを食い止め、罪を償うために旅に出る。
ミディア
種族:ラフルヤ→ライガ人
魔法学校の隣村に住む、13歳の女性。魔法学校には通っていないものの、校長に才能を認められ、個人的に教えを受けていた。人を癒す精霊魔法が使える。何者かにさらわれた所を、チェズニに助けてもらったのを機に仲間になる。
デューカス
種族:セイノール
年齢13歳。チェズニの学友。からかい半分で誘った肝試しで、世界の崩壊への引き金を引いてしまった人物。後にゼイゴスに殺されていた事が判明する。チェズニの魔法の才能を妬ましく思っている。次作に弟が登場する。
ダイカント
ラフルヤ族
魔法学校の校長。時代を代表すると言われる精霊使いである。チェズニに旅立つように言う。
ダフネ
時代を代表する精霊使いであり、豊富な知識を兼ね備える魔法学校の卒業生。
ゼイゴス
サスクオトの皇帝。ナスクオト侵攻を目論んでいる。野望を実現するためにダル・グレンを利用し、さらにダル・グレンを真似たノイ・グレンを作っている。この2つを使いレナスを支配しようと画策する。
カイマート
本作の最後に立ちはだかる敵。チェズニがダル・グレンを起動させたことにより誕生した、巨大な赤竜である。

### 傭兵
町の酒場などで雇える仲間。金を払えば雇えるが、なかには無料で雇える者もいる。装備は彼らのプライドの為、変更不可。
ゴーフ
種族：ゴドム
年齢30歳。ガンツの弟子。性能はガンツとほぼ同じ。
ダン
種族：ラフルヤ
年齢27歳の格闘家。攻撃力が高く、鉄ゲタによる蹴りは強力。
ダッシュ
種族：セイノール
年齢26歳。名前の通り素早さが高く、ブーメランで敵1グループを攻撃できる。
アクド
種族：ルボッツ
年齢28歳の男性。通常攻撃と魔法攻撃両方に優れているものの、彼が仲間にいる状態で町に入ると所持金の半額を奪って逃走する。
マランバ
種族：ルボッツ
年齢36歳。守備力が高く、物理防御力を上げるバイシサダーの呪文を使う。
イレーヌ
種族：セイノール
年齢17歳。光の弓矢で敵１グループを攻撃でき、雫の衣で自分のHPを回復できる。
メリーヌ
種族：ラフルヤ
年齢28歳。戦闘能力が高いものの、一旦雇うと、HPが0になるまでパーティから外せない。
ラスタン
種族：ルボッツ
サスクオトで旅芸人をしている年齢25歳の男性。受けた物理攻撃を跳ね返すナノバックの呪文を使う。
ガイスン
種族：ドール
年齢29歳。片言で話す。腕力が高く、岩と大木で攻撃する。
ビーン
種族：亡霊
年齢233歳。霊体だからか、物理攻撃が効きづらい。お祓い棒で仲間に憑りついた霊を除去できる。
ドン・ラザブ
種族：ラックゴーン
年齢26歳。バンの兄で、特殊効果のあるアイテムを多く装備している。弟のバンを鍛えるため、雇うにはバンと一緒に雇わなければならない。したがって、雇うにはパーティーに2人分の空きが必要である。
バン・ラザブ
種族：ラックゴーン
年齢19歳。ドンの弟。年齢の割には言動が幼い。戦闘は苦手だが、ある条件を満たすと数多くの呪文を習得する。
カーネル
種族：ドール
年齢41歳。ゼイゴスキラーで敵１グループを攻撃できる。
リリー
種族：フィオルラ
年齢16歳。わがままな性格で、彼女の装備を全て買い与えないと仲間にならない。性能が良く、命の花束で自分のHPを全快できる。
チェン
種族：フィオルラ
年齢27歳。ゼイゴスの悪口を人に聞かれ、幽閉されていた。装備は心もとないが、肉弾戦を得意とする。
スレイン
種族：ドール
年齢24歳。天才戦士であり美男子。万能型であり、リヒターと並び最強の一角。
リヒター
種族：ルボッツ
年齢50歳。レナスの秘密を探るため、神々の御座を探索している神聖戦士。ルボッツの間で最強の傭兵との呼び声が高い。装備、呪文共に最強。次作には彼の息子が登場する。
メカニードス
種族：ロボット
はるか昔、ガブニードスに作られたロボットである。全身に強力な武器を搭載し、高いHPを持つものの、エナジードレイン以外で回復ができず、HPが0になると壊れて離脱してしまう。
ピート
種族：スクルー
年齢23歳。レクタスの親友。攻撃力と素早さが高い。
シャラナ
種族：ラフルヤ
年齢30歳。仲間の中で一番多くの精霊を持ち、数多くの呪文が使える。

### 仲間になるサブキャラクター
ヨーテ
種族：ルボッツ
年齢35歳。グートとラフルヤの混血。レスター島の番人。街を捨て、森で狩をしながら暮らしている。ミディアを助けに来たチェズニに協力する。弓による攻撃が得意。
レクタス
種族：スクルー
年齢20歳。スクルー族の長老の息子。大空を自由に飛遊する姿から"天空の貴公子"と呼ばれる。家畜の暴走を止めるため、チェズニと共に戦う。鞭の使い手。
ガンツ
種族：ゴドム
年齢45歳。ハグドの町の鉱夫。ダル・グレンの影響で氾濫したマグマに息子を殺され、酒場で飲んだくれている。ボムボトルで敵全員を攻撃できる。
モット
種族：ドール
年齢40歳。反ゼイゴス派のレジスタンスのリーダー。
キーナ
種族：フィオルラ
年齢22歳。コンシストの町に住む女性。強引にチェズニの仲間に加わる。
ダナ
種族：ドール
年齢28歳。モットの婚約者。コンシストに潜入するも、捕らえられてしまう。ハイヒールによる蹴りは強力。
ウェルダ
種族：ドール
年齢23歳。家族をゼイゴスに殺され、敵討ちのためにレジスタンスに所属している。

### その他のキャラクター
ストラボ
ラゴンの町の北に眠る赤竜。ガブニードスがダル・グレンを起動した際に誕生した。コームの剣が刺さって動けなかったが、チェズニに剣を抜いてもらい、チェズニをサスクオトに送った後で消滅する。
ジョアン
神々の御座の山頂でコームの鎧を守っている神官。
ザラン
ミストの町に住む青年。ジョイスに想いを寄せており、彼女に近寄る者に喧嘩を売る。
ジョイス
ミストの町に住むパン屋。誰に対しても優しい。チェズニがサスクオト人から嫌われる原因を突き止め、彼を手助けする。
ロキアーナス
ゼイゴスがダル・グレンをコピーしたノイ・グレンを起動して誕生した巨人。コームの装備無しで倒す事は出来ない。
ピアズ
海半球の孤島に住んでいるライガ人。
コーム
レナスに勇気をもたらしたとされる英雄。狂気に陥いったガブニードスに病にさせられる。
ソフィ
レナスに愛をもたらしたとされる英雄。チェズニにロキアーナスを倒した際に失われたコームの装備無しでダル・グレンを停止させる方法を教える。
ガブニードス
レナスに魔法をもたらしたとされる英雄。ソフィとコームの仲に嫉妬し狂気に陥り、ダル・グレンを建造してレナスを支配しようと企む。

## 開発

### 美術
ゲーム研究者の松永伸司が「メディア芸術カレントコンテンツ」に寄せた記事によると、本作のピクセルアートはかなり独特だとされており、具体的には建物の奥行きの欠如、直線や円といった単純な図形を中心とした画面構成、輪郭線の協調、パステルカラーを中心とした色遣いがあげられる。

### 音楽
本作の音楽は田中公平が作曲した。田中公平によれば、本作のための音楽の作曲を開始したのは、ビジュアルデザインができてからだと言う。スーパーファミコンには最大同時発音数などに制約があるものの、その中でオーケストラを意識して作曲したと、田中公平は述べている。また、田中は2001年のファミ通のインタビューの中で、楽器一つ一つに旋律が割り振られていて、すべて集めるとオーケストラになるという構成を提案したのはディレクターの柴尾英令であることを明らかにしている。

## スタッフ
- プロデューサー：岡本博、小川真司
- シナリオ、ディレクター：柴尾英令
- オリジナル・システム・コーディネーター：のむらこうへい
- プログラム・コーディネーター：いしかわまさあき
- フィールド・エフェクト・プログラム：いしかわまさあき、草階裕之
- バトル・シーケンス・プログラム：つかやかずき
- SFX、バトル・シーケンス・デザイナー：笠井治
- 原譜：田中公平
- 演奏：モリもりグランドオーケストラ[2]
- サウンドFXs：DON（森彰彦）
- コンセプチュアル・アート：加藤龍勇、後藤啓介
- 地形、都市マップCG：あいざわしゅうじ
- モンスター・デザイン：今井修司
- モンスターCG：むらたゆきこ
- 協力：いのうえゆうじ、笠原貴紀、林一政、やなぎさわひろふみ
- 宣伝、広報：MICKY ONO（小野幹雄）、おはらこうぞう
- マーケティング・スタッフ：金子孝弘、はせいちろう、大西俊秀

## 評価
ゲーム誌『ファミコン通信』の「クロスレビュー」では、7・8・8・6の合計29点（満40点）、『ファミリーコンピュータMagazine』の読者投票による「ゲーム通信簿」での評価は以下の通りとなっており、22.58点（満30点）となっている。この得点はスーパーファミコン全ソフトの中で56位（323本中、1993年時点）だった。また、同雑誌1993年8月情報号特別付録の「スーパーファミコンオールカタログ'93」では、「背景などに中間色を多く使い、独特のファンタジックな世界を表現したそのグラフィックが、何よりも一番の特徴」と紹介された。
| 項目 | キャラクタ | 音楽 | 操作性 | 熱中度 | お買得度 | オリジナリティ | 総合  |
| 得点 | 3.83       | 3.75 | 3.77   | 3.83   | 3.63     | 3.77           | 22.58 |

## 小説
- 小説『レナス -崩壊の序曲-』著：柴尾英令 イラスト：加藤洋之&後藤啓介 ISBN 4-8291-2513-6

レナスは公式に小説化も行われた。内容は「崩壊の序曲」との副題の通り、ゲーム本編よりも過去に起こった、とある町の壊滅事件の真相を描いた物語である。ゲーム中に登場したコーム、ソフィ、ガブニードスの3人が重要なキーパーソンとして描かれている。